# Julius Rudolph
Julius Rudolph (* 16. Juni 1857 in Hannover; † 8. Dezember 1915 ebenda) war ein deutscher Schauspieler und Theaterleiter.

## Leben
Julius Rudolph wurde 1857 in der Residenzstadt des Königreichs Hannover als Sohn eines Kaufmannes geboren. Nach dem Besuch verschiedener Schauspielschulen in Leipzig und München debütierte er in der Gründerzeit des Deutschen Kaiserreichs in Erfurt und spielte anschließend in Königsberg und Kassel.
1889 übernahm Rudolph in Halle an der Saale die Direktion des Opernhaus Halle. Von 1896 bis 1898 leitete er in Riga das Deutsche Stadttheater. Anschließend ging er für zwei Jahre nach Paris.
Im Jahr 1900 erwarb Rudolph in seiner Heimatstadt das Residenztheater und führte es nach verschiedenen Umbauten und Modernisierungen zu großen Erfolgen.